# Pósa Béla
Pósa Béla, Poch (Nagytétény, 1914. június 25. – Budapest, 1991. május 1.) válogatott labdarúgó, hátvéd.

## Pályafutása

### Klubcsapatban
1935 és 1943 között a Ferencvárosban játszott. A Fradiban összesen 108 mérkőzésen szerepelt (72 bajnoki, 35 nemzetközi, 1 hazai díjmérkőzés) és 12 gólt szerzett (9 bajnoki, 3 egyéb). 1945-után a Vasasban szerepelt.

### A válogatottban
1940 és 1947 között három alkalommal szerepelt a válogatottban.

## Sikerei, díjai
- Magyar bajnokság
  - bajnok: 1939–40, 1940–41
  - 2.: 1936–37, 1938–39, 1945–46, 1947–48
  - 3.: 1935–36, 1942–43, 1946–47
- Közép-európai kupa (KK)
  - győztes: 1937
  - döntős: 1938, 1939, 1940

## Statisztika

### Mérkőzései a válogatottban
| Magyarország | Magyarország         | Magyarország              | Magyarország | Magyarország | Magyarország | Magyarország | Magyarország | Magyarország |
| #            | Dátum                | Helyszín                  | Hazai        | Eredmény     | Vendég       | Kiírás       | Gólok        | Esemény      |
| ------------ | -------------------- | ------------------------- | ------------ | ------------ | ------------ | ------------ | ------------ | ------------ |
| 1.           | 1940. szeptember 29. | Budapest, Üllői úti pálya | Magyarország | 0 – 0        | Jugoszlávia  | barátságos   | -            |              |
| 2.           | 1940. október 6.     | Budapest, Üllői úti pálya | Magyarország | 2 – 2        | Németország  | barátságos   | -            |              |
| 3.           | 1947. szeptember 14. | Bécs, Práter stadion      | Ausztria     | 4 – 3        | Magyarország | barátságos   | -            |              |
|              | Összesen             |                           |              | 3            | mérkőzés     |              | 0            | gól          |